# Gnégrouboué
Gnégrouboué ou Niégrouboué regroupe les villages de Zahiyo, Adébem, Godjiboué, Tripoko, Gobroko, Zégréboué et Gbadjéboué, sans compter les campements.
Gnégrouboué (ou Niégrouboué) est une localité située au sud-ouest de la Côte d'Ivoire, et appartenant au département de Sassandra dans la région du Gbôklè (District du Bas-Sassandra, anciennement Région du Bas-Sassandra). Établie dans les années 1950, la localité de Gnégrouboué est devenue un chef-lieu de commune depuis 2005, et regroupe également les villages de Zahiyo, Adébem, Godjiboué,Gbadjéboué, Zégréboué, Gobroko et Tripoko.